# Begonia socotrana
Begonia socotrana é uma espécie de Begonia, nativa de Socotra, Yemen.